# شهرستان ساندانسکی
شهرستان ساندانسکی (به بلغاری: Sandanski Municipality) یک شهرستان در بلغارستان است که در استان بلاگووگراد واقع شده‌است.

## خواهرخوانده
شهر ولگوگراد خواهرخواندهٔ شهرستان ساندانسکی هست.